# Economia Somaliei
Economia Somaliei constă în:
Creșterea cămilelor și a vitelor asigură existența majorității somalezilor, la fel ca și practicarea agriculturii. Cămilele furnizează carne, lapte și piei și asigura și principalul mijloc de transport. Se cresc și capre, vaci și oi. Cultivarea pământului este posibilă doar în văile marilor râuri din sud, unde sunt cultivate banane, trestie de zahăr, bumbac și cereale. Dar recoltele sunt prea mici pentru asigurarea necesităților, iar secetele înrăutățesc situația.
Resursele minerale - minereuri de cupru, de fier și de cositor - nu sunt exploatate corespunzător ca urmare a penuriei de capital și de forță de muncă calificată. Țara depinde foarte mult de ajutorul străin.
Cu plajele sale cu nisip fin de pe coastele de sud și cu parcurile sale naționale, Somalia oferă peisaje frumoase și virgine. Dar călătoriile în Somalia nu sunt recomandate din cauza situației politice instabile și complexe, precum și lipsei de securitate, în special în regiunile din sud și din centru.